# Fuentebuena
Fuentebuena (coloquialmente también conocido como Fuentebuena de Béjar) es una localidad y una entidad local menor del municipio de Béjar, en la comarca de la Sierra de Béjar, provincia de Salamanca, comunidad autónoma de Castilla y León, España. 

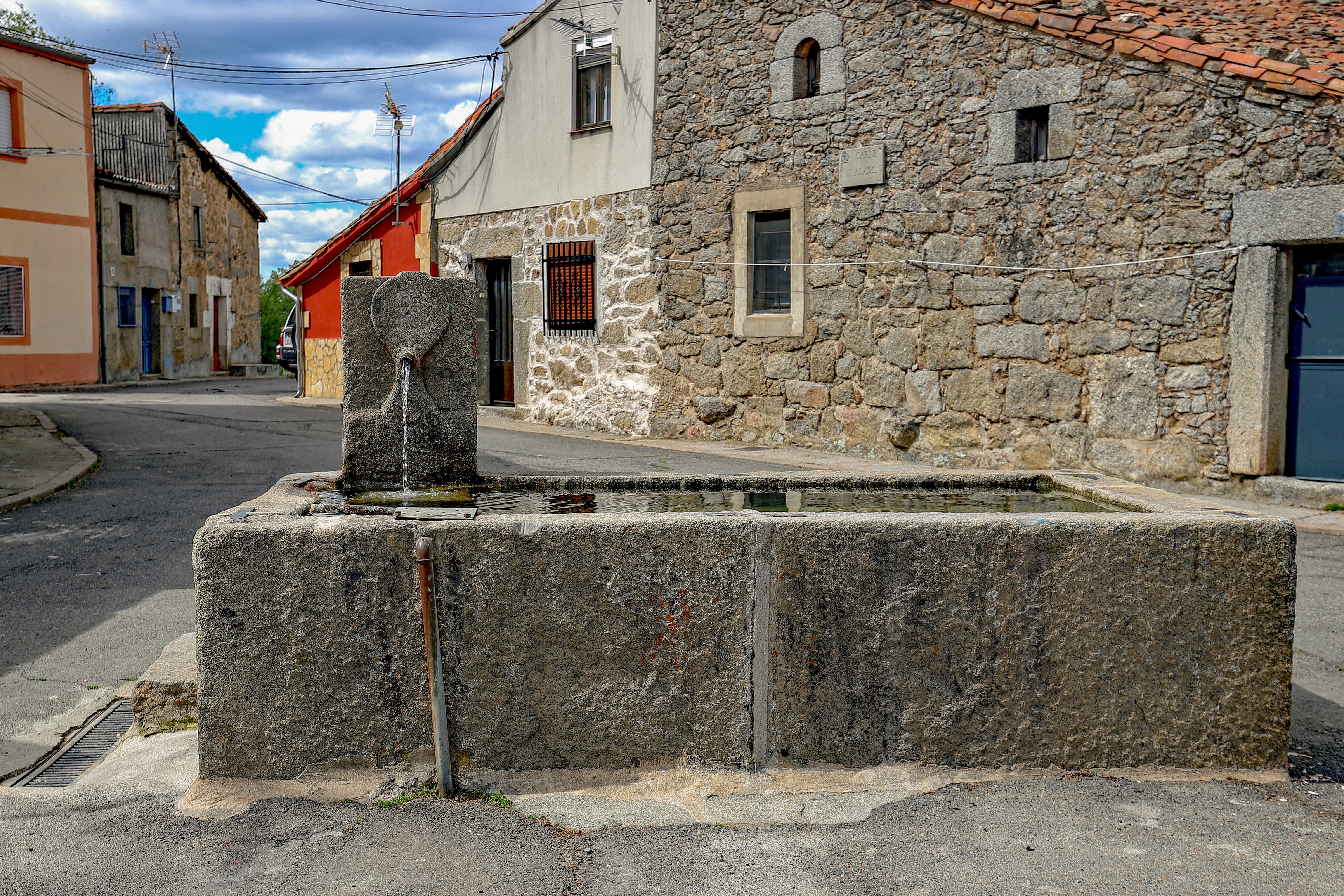
Fuente

## Demografía
En 2010 contaba con una población de 60 habitantes, de los cuales la mitad son varones y la otra mitad son mujeres (INE 2010).
- La población de Fuentebuena ha descendido muy fuertemente, pudiendo ser el municipio de la comarca que más población ha perdido en los últimos años. En el año 2000 tenía 68 habitantes. Actualmente tiene apenas 45.

| Gráfica de evolución demográfica de Fuentebuena entre 1900 y 2023                        |
|                                                                                          |
| Fuente: Instituto Nacional de Estadística de España - Elaboración gráfica por Wikipedia. |

## Monumentos y lugares de interés
- Iglesia parroquial de San Bartolomé.